# Troponina
La troponina, o complex de troponines, és un complex de tres proteïnes reguladores (troponina C, troponina I i troponina T) que participen en la contracció muscular induïnt canvis en la concentració de calci intracel·lular (Ca+2). Es localitza en el múscul esquelètic i cardíac, concretament en els filaments prims, on forma complex amb una altra proteïna anomenada tropomiosina per regular les interaccions entre l'actina i la miosina, dues proteïnes fonamentals per la contracció muscular. La troponina és utilitzada com a biomarcador per diagnosticar l'infart agut de miocardi.

## Història del biomarcadors cardíacs
L'aspartat-aminotransferasa (AST) es va convertir en el primer biomarcador utilitzat en el diagnòstic de l'infart agut de miocardi. L'AST va ser àmpliament utilitzat en medicina en els anys 60. No obstant, l'AST no és específic pel múscul cardíac, i la seva detecció, per tant, no és específica pel dany cardíac. Durant la dècada de 1970 es van utilitzar dos biomarcadors cardíacs més: la lactat deshidrogenasa (LDH) i la creatina quinasa (CK). Encara que cap dels dos és específic per al múscul cardíac, la CK és més específica que la LDH per a tractar l'infart agut de miocardi, especialment en pacients que tenen altres afeccions musculars o hepàtiques. La mioglobina és una petita proteïna globular que transporta oxigen i que es troba en el cor i en el múscul esquelètic estriat. Es va demostrar que els nivells de mioglobina augmentaven després d'una lesió aguda del miocardi i, per tant, es va convertir en un biomarcador cardíac útil en el diagnòstic diferencial d'infart agut de miocardi. El primer mètode per detectar els nivells de mioglobina es va desenvolupar el 1978. La manca d'especificitat i l'alta taxa de resultats falsos positius de l'AST, LDH i CK van limitar la seva utilitat. Es necessitava un biomarcador cardíac més específic.
El 1965, es va descobrir un nou constituent proteic de l'aparell cardíac, que posteriorment es va conèixer com a troponina.A finals de la dècada de 1990, es va desenvolupar un radioimmunoassaig sensible i fiable per detectar la troponina en sang. Diversos estudis han demostrat que la sensibilitat per detectar la troponina T i I és pràcticament del 100 per cent quan es prenen les mostres de sang de sis a dotze hores després de l'aparició del dolor agut al pit.

## Estructura
Aquesta proteïna amb estructura quaternària està formada per tres subunitats i un total de 657 aminoàcids.

La troponina I està formada per 209 aminoàcids, la troponina C per 161 i la troponina T per 287 . El pes molecular d'aquest conjunt de proteïnes és de  80 kDa.

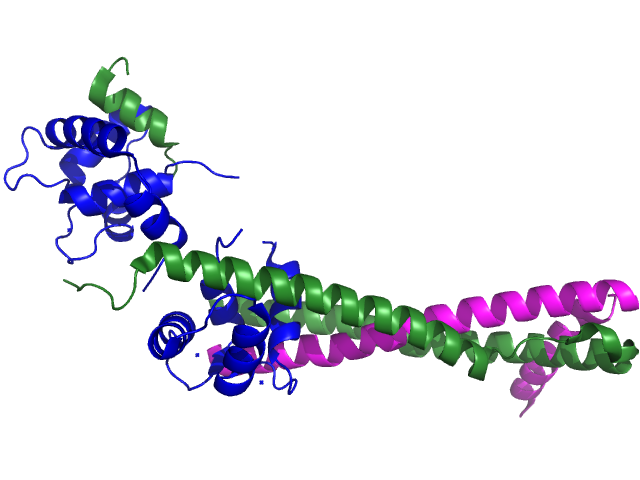
Representació de cinta del complex nuclear de la troponina cardíaca humana en la forma saturada de calci. Troponina C (blau); troponina I (verd); troponina T (magenta).

Les tres cadenes polipeptídiques estan majoritàriament formades per α helix integrades en una estructura rígida i asimètrica (d'uns 80 àngstrom de llargada).
En tractar-se d'un triòmer proteic es pot estudiar l'estructura de la proteïna a partir de les seves subunitats:

### Troponina C (TnC)
La TnC consta de quatre dominis o llocs d'unió per al catió Ca²⁺.Té una estructura molt similar a les proteïnes de la família de la calmodulina. La TnC consta de dos dominis amb estructura globular EF-hand formats per motius (superestructures secundaries) α helix - loop- α helix.Aquesta cadena polipetídica es rica en glicina (Gly), que aporta flexibilitat al domini EF-hand.
La TnC té forma de manuella, amb dos dominis globulars (N-terminal i C-terminal) connectats per un enllaç helicoidal. Cada domini conté dos motius EF-hand, estructures típiques en proteïnes que uneixen calci i estan formades per múltiples hèlix α i un bucle d'unió al calci de dotze residus. En condicions fisiològiques, aquestes regions tenen una càrrega negativa que facilita la unió de Ca²⁺ mitjançant atracció electroestàtica.
Dominis N-terminal: Conté dos llocs de baixa afinitat per Ca²⁺, importants per a la regulació de la contracció.
Dominis C-terminal: Té dos llocs d'alta afinitat, que poden unir-se a Ca²⁺ i Mg²⁺ de manera competitiva i romanen units en condicions fisiològiques.

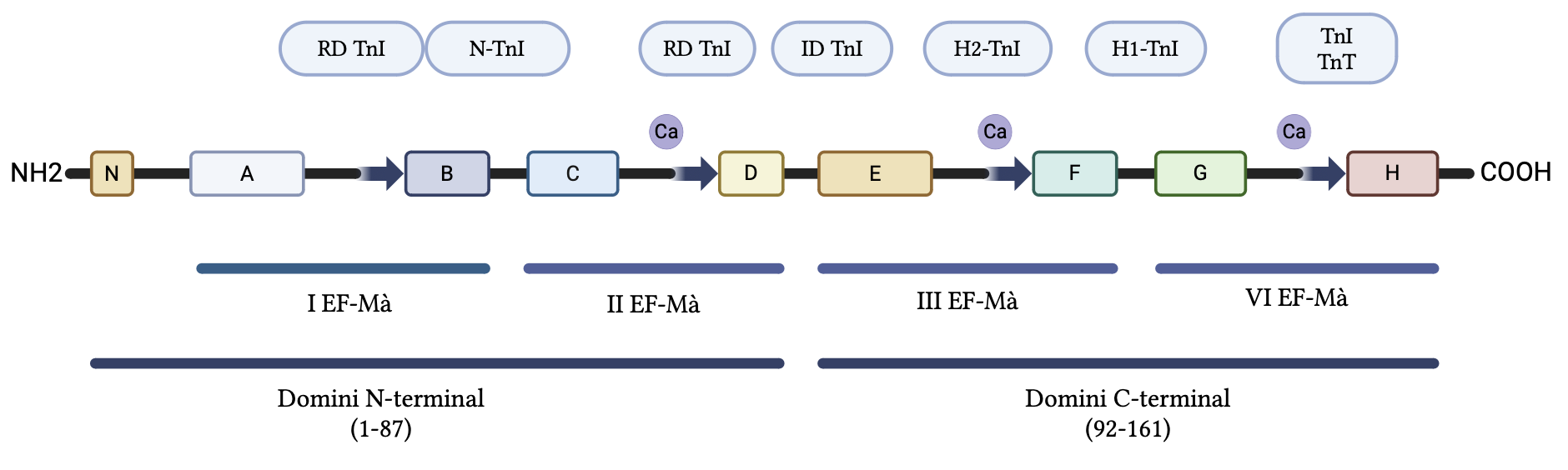
Estructura de la troponina C (TnC)

### Troponina I (TnI)
La troponina I és una proteïna miofibril·lar responsable de la inhibició de la interacció entre l'actina i la miosina, regulant així l'activitat de l'ATPasa de l'actomiosina.Inicialment, la TnI està formada per uns 210 aminoàcids. El primer aminoàcid que conforma la proteïna és una metionina que posteriorment és eliminada. La troponina I consta de cinc dominis; el domini N-terminal, el braç IT (que és la zona d'unió entre la TnI i la TnT), el domini inhibidor, el domini regulador i el domini mòbil C-terminal.
El domini N-terminal és localitza des del residu 2 al residu 32 i està present exclusivament en la isoforma cardíaca de la troponina i té un paper crucial en la interacció de la TnI amb la TnC. Aquest motiu està format per prolines (Pro) en abundància, dues serines (Ser) i treonines (Thr). Les serines i treonines poden ser fosforilades.
El braç IT (residus 42-136), situat a continuació del domini N-terminal, està compost per dues hèlixs α connectades per un enllaç curt. El braç IT és la part menys flexible de la molècula de TnI i té una funció estructural.
Un dels fets més rellevants d'aquesta subunitat és la seva afinitat per l'actina, que és essencial per la seva funció inhibidora. A més, la seva activitat es regula per ions de Ca²⁺, que modifiquen la seva interacció amb el complex actina-miosina durant la contracció muscular.

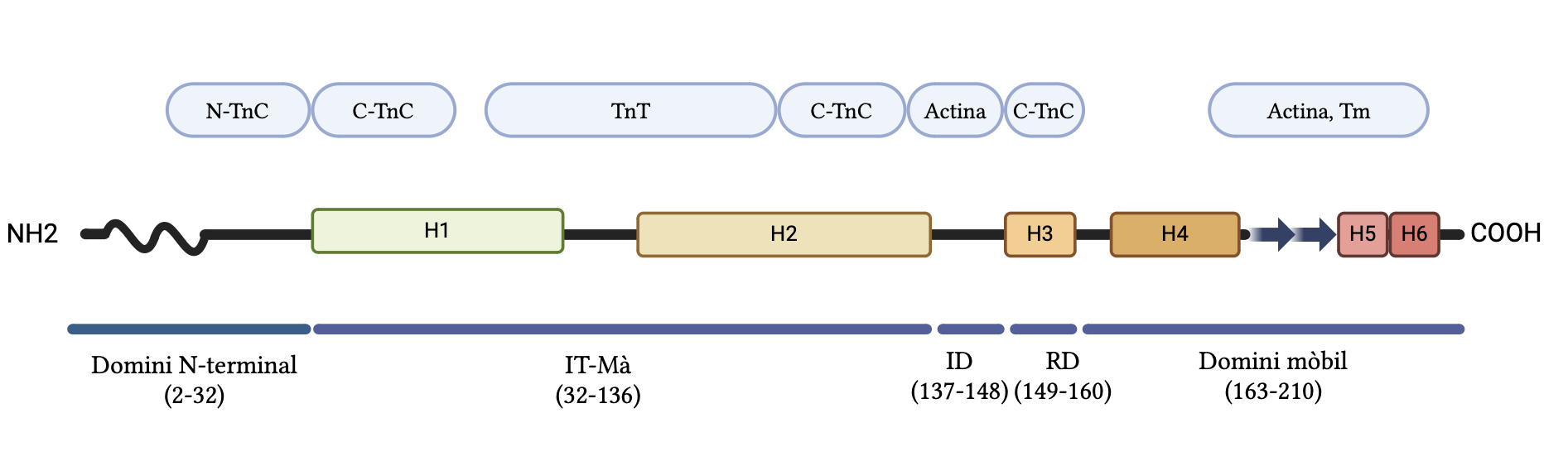
Estructura de la troponina I (TnI)

### Troponina T (TnT)
La troponina T és una proteïna present al múscul estriat dels vertebrats i dels invertebrats. Aquesta subunitat té un paper essencial en el complex de troponina, ja que s'uneix a la tropomiosina i interacciona amb TnC i TnI, contribuint a la regulació de la contracció muscular. La TnT no actua com un inhibidor per si sola; aquesta funció la realitza la troponina I (TnI). TnT està formada per zones α-hèlix i regions desestructurades. En el múscul cardíac humà adult s'expressa majoritàriament la isoforma TnT3 de 35,9 kDa.
L'estructura del domini N-terminal  és altament polar i està carregada negativament perquè més de la meitat consta de residus d'àcid aspàrtic o àcid glutàmic.
El domini central de la TnT conte una zona d’interacció amb la tropomiosina (residus 98-136 de TnT). Aquesta regió està formada principalment per estructures α helix. En el domini C-terminal hi ha una àrea enriquida amb helix α. Aquesta regió té una funció d'interacció amb els bucles d'unió del calci de la TnC.

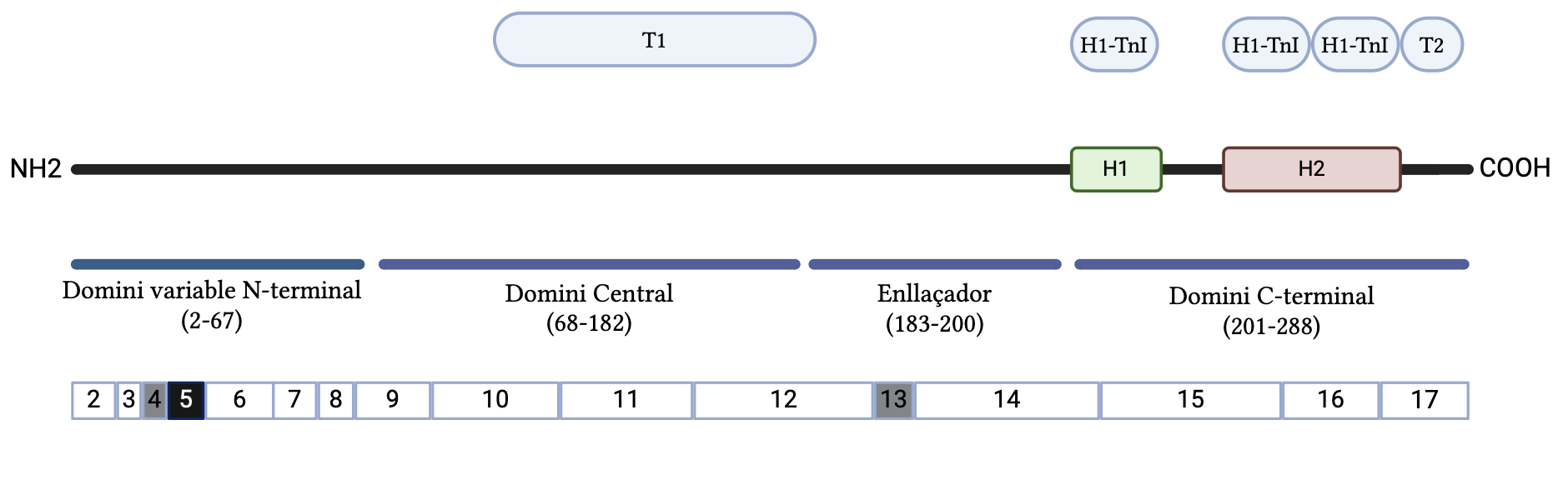
Estructura de la troponina T (TnT)

## Expressió gènica
La troponina C (TnC) és expressada en humans en dos isoformes: cardíaca i esquelètica. La isoforma cardíaca està codificada pel gen TNNC1, situat al cromosoma 3 (3p21.1) i consta de 6 exons i 5 introns. L'isoforma esquelètica està codificada pel gen TNNC2, situat al cromosoma 20 (20q13.12) i consta de 6 exons i 5 introns.
La troponina I (TnI)  és expressada en humans en tres isoformes: isoformes esquelètiques ràpides, lentes i isoformes cardíaques específiques. Durant el desenvolupament embrionari les isoformes esquelètiques ràpides i lentes del TnI s'expressen en tot tipus de musculatura esquelètica, però en els individus adults aquestes isoformes només estan presents en els músculs esquelètics ràpids o lents, respectivament. La isoforma de TnI esquelètica lenta també és expressada en el múscul cardíac durant el desenvolupament embrionari i és completament substituïda per TnI cardíaca poc després del naixement. La isoforma cardíaca del TnI s'expressa exclusivament en el cor. El gen del TnI cardíac (TNNI3) es localitza al cromosoma 19 (19q13.4) i consta de 8 exons i 7 introns. L'exó 3 es troba absent en els gens de les isoformes esquelètiques.
La troponina T (TnT) és expressada en humans mitjançant tres gens que codifiquen isoformes esquelètiques i cardíaques de la proteïna. El gen T troponina cardíaca (TNNT2) es troba al cromosoma 1 (1q32.3), té 17 kb de llarg, i consta de 17 exons i 16 introns. La TnT cardíaca s'expressa de manera transitòria en els músculs esquelètics durant el desenvolupament fetal.

## Funció del complex de la troponina en la regulació de la contracció muscular
La contracció muscular cardíaca és un procés complex en el qual l'estimulació cardiomiocitària és produïda com a resultat de la despolarització de la membrana cel·lular i l'augment del nivell intracel·lular de Ca²⁺, que provoca la generació de força mecànica. La troponina té un paper essencial en la regulació de la contracció muscular.
La unitat funcional encarregada de la contracció del múscul és el sarcòmer, el qual s'organitza en filaments gruixuts formats per molècules de miosina. Cada filament gruixut està envoltat de sis filaments prims composts per molècules d'actina fibrosa que estan connectades amb dues fibres de tropomiosina i molècules del complex de troponina. Hi ha una troponina i una tropomiosina per cada set monòmers d'actina, establint una relació estequiomètrica entre actina/tropomiosina/troponina de 7 : 1 : 1.
Els models més acceptats per explicar la contracció muscular cardíaca són: el model de tres estats', el model de quatre estats i el model de fly-casting.
Segons el model de tres estats, les proteïnes del filament prim poden acceptar tres estats estructurals: un estat B bloquejat, un estat C tancat i un estat M obert lligat a la miosina. A baixes concentracions de Ca²⁺ citoplasmàtiques (100 nM) durant la diàstole, el filament prim es manté en l'estat B. El domini inhibidor de TnI s'uneix a l'actina i desplaça la molècula de tropomiosina cap a la perifèria del solc d'actina, provocant el bloqueig estèric del lloc d'unió a la miosina localitzat a la superfície del filament prim.
Segons el model de quatre estats, el filament prim pot romandre en quatre estats estructurals: estat Mg²⁺ bloquejat, estat Ca²⁺ tancat i, estat Mg²⁺ obert i estat Ca²⁺. En l'estat Mg²⁺ bloquejat, que correspon a l'estat B del model de tres estats, la interacció del domini inhibidor TnI amb l'actina desplaça la tropomiosina i imposibilita la formació de ponts creuats. El domini mòbil de TnI estabilitza el complex de troponina a la superfície del filament prim, contactant amb actina i tropomiosina.
Segons el model de fly-casting, el paper regulador crític és efectuat pel domini mòbil C-terminal del TnI esquelètic. En absència de Ca²⁺ aquesta part de la proteïna adopta una estructura secundària estable composta per l'hèlix α seguida per dues cadenes curtes antiparal·leles disposades en un full β. En aquesta conformació, el domini mòbil s'uneix a l'actina, estabilitzant l'estat no actiu del filament prim. El domini regulador del TnI no té cap conformació estabilitzada, i fluctua lliurement entre l'actina i el domini N-terminal del TnC.
D'acord amb la llei de Frank-Starling, la força creada en la contracció muscular augmenta proporcionalment al grau d'estirament muscular. Aquest mecanisme sincronitza el volum de sang de sortida arterial amb el volum de sang que arriba al cor des de les venes. Els mecanismes moleculars d'aquesta acció encara no s'entenen del tot. És possible que l'augment de volum de sang que surt del cor en la sístole pugui donar-se per l’augment de la sensibilitat del miòcit cardíac al Ca²⁺, per la reducció de la distància entre filaments prims i gruixuts durant l'estirament i per l'augment de la cooperativitat muscular cardíaca de la contracció.
Algunes investigacions en ratolins mostren que el complex de la troponina pot participar en la regulació de la longitud de la contracció muscular cardíaca.
El múscul cardíac és molt sensible a la disminució del pH intracel·lular (acidosi). La disminució del pH més enllà dels valors fisiològics disminueix l'eficiència de la contracció cardíaca, alterant la regulació dependent de Ca²⁺ i podent provocar arrítmia.
El complex de la troponina té un paper significatiu en la sensibilitat del múscul cardíac a la disminució del pH intracel·lular.

## Rellevància clínica

### Afectacions cardíaques
En medicina clínica, la troponina ha adquirit una gran importància en el diagnòstic de l'infart agut de miocardi. Quan es produeix una isquèmia en el teixit muscular, com durant un infart, les cèl·lules del múscul cardíac alliberen troponina al torrent sanguini. Pel fet de ser una proteïna exclusiva del teixit muscular, la presència de nivells elevats de troponina en la sang indica una condició al múscul cardíac i un major risc d'esdeveniments cardíacs adversos. La subunitat del complex de la troponina utilitzada en diagnòstic de l'infart agut de miocardi és la TnI i la TnT.
El complex de troponina té també un paper important en la insuficiència cardíaca. En aquesta estat disminueix la sensibilitat del múscul cardíac al Ca²⁺,degut a l'afectació del domini EF-hand de la troponina C, fet que comporta una reducció de la força de contracció i la funció sistòlica del cor.
En les taquicàrdies, la troponina serveix com a biomarcador crític per a l'avaluació del dany en el miocardi. El desequilibri metabòlic entre l'aport i la demanda d'oxigen per part dels teixits pot resultar en una hipòxia transitòria i disfunció mitocondrial, induint la formació d'espècies reactives d'oxigen. La presència d'espècies reactives d'oxigen acabarà induint l'apoptosi cel·lular, a més de la falta d'oxigen, que conduirà a una isquèmia, fet que culminarà amb l'alliberament de troponina al torrent sanguini.

### Afectacions no cardíaques
Les condicions no cardíaques també poden provocar nivells elevats de troponina en sang. Condicions crítiques com la sèpsia provoquen un augment de troponina en aproximadament el 40 per cent dels pacients. Aquests pacients tenen una mortalitat més alta i una estada més llarga a la unitat de cures intensives. En el sagnat gastrointestinal greu també es poden presentar nivells elevats de troponina.
Certs agents de quimioteràpia com l'antraciclina, la ciclofosfamida, el 5-fluorouracil i el cisplatí o inclús algunes toxines animals poden danyar el múscul cardíac i provocar l'alliberament de troponina en la sang. La intoxicació per monòxid de carbonio per cianur també poden alterar els nivells de troponina en el plasma.
Condicions com la hipertensió pulmonar primària, l'embòlia pulmonar i la malaltia pulmonar obstructiva crònica (MPOC) poden provocar isquèmia i, per tant, un augment en els nivells de troponina plasmàtica. Els pacients amb malaltia renal terminal sovint tenen nivells cronificats de troponina T. També s'han observat nivells elevats de troponina en persones amb malalties inflamatòries musculars com la polimiositis i la dermatomiositis.
Exercicis anaeròbics de llarga durada, com ara maratons o triatlons, poden causar un augment dels nivells de troponina en fins a un terç dels esportistes, tot i que aquest increment no està relacionat amb efectes adversos per a la salut.
En pacients greus diagnosticats de COVID-19 s'han observat nivells elevats de troponina.

## Prova de la troponina

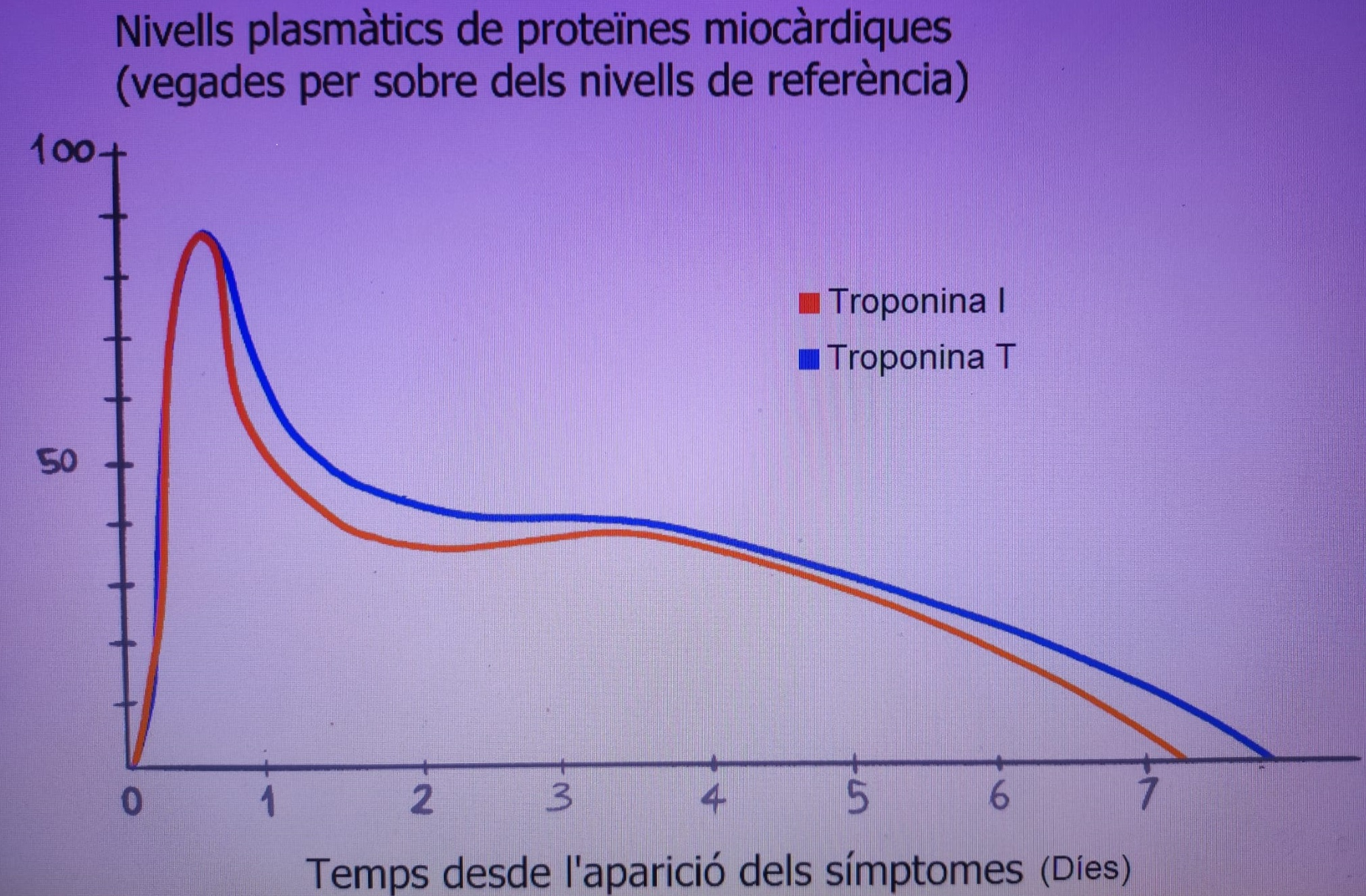
Nivells de troponina posteriors a un infart de miocardi

Aquesta prova mesura el nivell de troponina T i I d'alta sensibilitat cardíaca en una mostra de sang. En un estat no patològic, els nivells de troponina en sang són tan baixos que només els tipus de proves més sensibles poden mesurar-los. La prova de troponina és utilitzada principalment per al diagnòstic de l’infart agut de miocardi.
Els resultats de la prova de troponina poden confirmar el grau d'afectació múscul cardíac i la zona del cor afectada.
Actualment, no hi ha un mètode estandarditzat per definir el valor de referència per a TnT; depenent del tipus de prova, els nivells de TnT que suggereixen un infart agut de miocardi haurien de ser almenys superiors als 90 ng/L o als 14 ng/L en les primeres tres hores.